# Список умерших в 744 году

## Январь
- Лиутпранд, король лангобардов (712—744).

## Апрель
- 16 апреля — Аль-Валид II ибн Язид, омейядский халиф (743—744).

## Сентябрь
- 25 сентября — Язид III ибн аль-Валид, халиф из династии Омейядов (744).

## Дата смерти неизвестна или требует уточнения
- Агипранд, герцог Сполето (742/743—744).
- Бага-тархан, правитель сары-тюргешей и каган Тюргешского каганата (739—742).
- Баудолин, святой отшельник Алессандрийский.
- Гильдепранд, король лангобардов (744).
- Рагинтруда, королева лангобардов (744).
- Регинфрид, епископ Кёльна.
- Хуохинг, знатный франк алеманнского происхождения.
- Хэ Чжичжан, китайский поэт времен империи Тан.
- Яш-Майю-Чан-Чак, правитель Саальского царства со столицей в Наранхо.